# Braddock Road
Braddock Road è una stazione della metropolitana di Washington, situata sul tratto comune della linea blu e della linea gialla. Si trova ad Alexandria, in Virginia.
È stata inaugurata il 17 dicembre 1983, con la prima estensione della linea gialla. La linea blu iniziò a passare per la stazione solo nel 1991, dopo l'apertura della stazione di Van Dorn Street.
La stazione è servita da autobus dei sistemi Metrobus (anch'esso gestito dalla WMATA) e DASH.